# كعوش الحيدري
كعوش الحيدري (10 مارس 1992 بكابل في أفغانستان - ) هو لاعب كرة قدم أفغاني في مركز. شارك مع منتخب أفغانستان تحت 23 سنة لكرة القدم. أما مع النوادي، فقد لعب مع نادي بازان سبين غر ونادي شاهين أسمايي ونادي عقابان هندوكش.

## وصلات خارجية
- كعوش الحيدري على موقع قاعدة بيانات كرة القدم.إي يو (الإنجليزية)